# Steve's Lava Chicken
Steve's Lava Chicken is een nummer van Jack Black dat geschreven is voor de film A Minecraft Movie (2025). Het hoofdpersonage, Steve, zingt dit lied terwijl hij een levende kip bakt door er vloeibare lava overheen te gieten. Naast Jack Black werkte ook de regisseur Jared Hess mee aan dit korte nummer. Het oorspronkelijke lied duurt slechts 34 seconden. Het nummer kwam terecht in hitlijsten zoals de Billboard Hot 100 en de UK Singles Chart, en brak het record van het kortste lied dat ooit in zo'n hitlijst terechtkwam.

## Achtergrond en publicatie
Steve's Lava Chicken wordt gebruikt in een scène in A Minecraft Movie waarin Steve, een bekend personage in het Minecraft-universum, een machine activeert die kippen levend bakt door er lava overheen te gieten. Het lied gaat over hoe lekker en pikant de kip is die dit apparaat produceert. Het oorspronkelijke nummer duurt 34 seconden, en is geschreven door Jack Black en Jared Hess.
De soundtrack voor A Minecraft Movie, waaronder "Steve's Lava Chicken", werd uitgebracht door het label WaterTower Music op 28 maart 2025. De officiële videoclip, volgens WaterTower Music, is een filmpje van 50 seconden dat gepubliceerd werd op 9 april 2025. Een uitgebreide versie van Steve's Lava Chicken werd uitgebracht op 18 april 2025 samen met enkele bonusnummers. De uitgebreide versie duurt 1 minuut en 15 seconden.
Minecraft's update 1.21.7, gepubliceerd in de loop van juni 2025, voegde een geremixte versie van Steve's Lava Chicken toe aan het spel. De remix is gecomponeerd door Hyper Potions en bevat bovenop het deuntje van de originele Steve's Lava Chicken ook geluiden die voorkomen in Minecraft, evenals moderne elektronische geluiden. Men kan het lied beluisteren door de bijhorende muziekplaat in een jukebox te plaatsen. De plaat is te vinden in de inventaris in de creatieve modus, of de speler kan een chicken jockey verslaan om de plaat ook in de overlevingsmodus te krijgen. De laatste methode is mogelijk een verwijzing naar de scène in A Minecraft Movie waar Steve, gespeeld door Jack Black, "chicken jockey" roept. Meer over deze scène is te vinden op de pagina van A Minecraft Movie onder de paragraaf TikTok-trend.

## Prestaties
In de Verenigde Staten werd Steve's Lava Chicken meer dan 2,5 miljoen keer gestreamd in de week van de release van de film. Dat was een stijging van 1973% ten opzichte van de week ervoor. Het lied debuteerde later op nummer 78 in de Hot 100 in de week van 3 mei 2025, waarmee het record voor het kortste lied ooit in deze hitlijst verbroken werd.  Het vorige record stond op naam van "Beautiful Trip" door Kid Cudi, dat 37 seconden duurt.
In het Verenigd Koninkrijk bereikte "Steve's Lava Chicken" op 2 mei 2025 een hoogtepunt op nummer negen in de UK Singles Chart tijdens de derde week in de hitlijst, de week die eindigde op 8 mei 2025. Daarmee verbrak het nummer het record voor het kortste liedje dat ooit in de top 40 van de Britse Singles Chart verscheen. De vorige recordhouder was "The Ladies' Bras", een nummer van Jonny Trunk en Duncan Wisbey dat 36 seconden duurde. Het lied werd Jack Blacks best presterende nummer in Groot-Brittannië, waarmee het Peaches overtrof, een nummer uit de soundtrack voor The Super Mario Bros. Movie (2023).

## Hitlijsten
| Hitlijst (2025)                             | Hoogste positie |
| ------------------------------------------- | --------------- |
| Australië (ARIA)                            | 71              |
| Canada (Canadian Hot 100)                   | 64              |
| Globaal 200 (Billboard)                     | 97              |
| Ierland (IRMA)                              | 19              |
| Nieuw-Zeeland (Recorded Music NZ)           | 28              |
| Noorwegen (VG-lista)                        | 75              |
| Zweden (Sverigetopplistan)                  | 69              |
| VK Singles (OCC)                            | 9               |
| VK Indie (OCC)                              | 2               |
| VS Billboard Hot 100                        | 78              |
| VS Hot Rock & Alternative Songs (Billboard) | 12              |